# RAF Bomber Command
RAF Bomber Command kontrollerade brittiska flygvapnets bombplan från 1936 till 1968. Under andra världskriget utförde Bomber Command i huvudsak nattliga bombanfall mot städer i Tyskland i syfte att knäcka civilbefolkningens moral och sänka produktiviteten genom att bomba bostadsområden i städerna. Under den första delen av kalla kriget utgjorde man Storbritanniens kärnvapenslagstyrka som nåden sin kulmen på 1960-talet med V-bombarna Vickers Valiant, Avro Vulcan och Handley Page Victor.

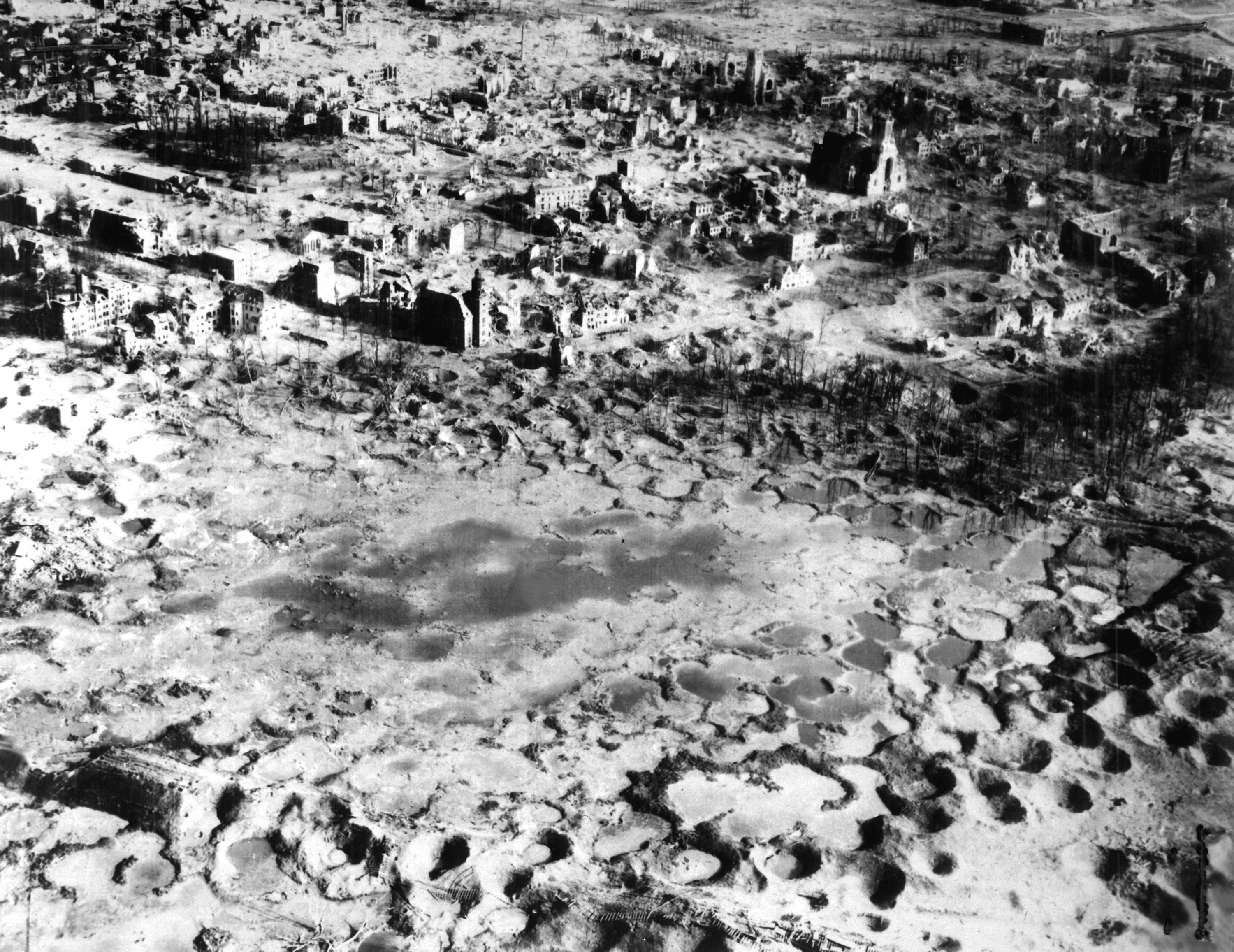
Wesel till större delen ödelagt av Bomber Command 1945.